# Europa-Universität Viadrina

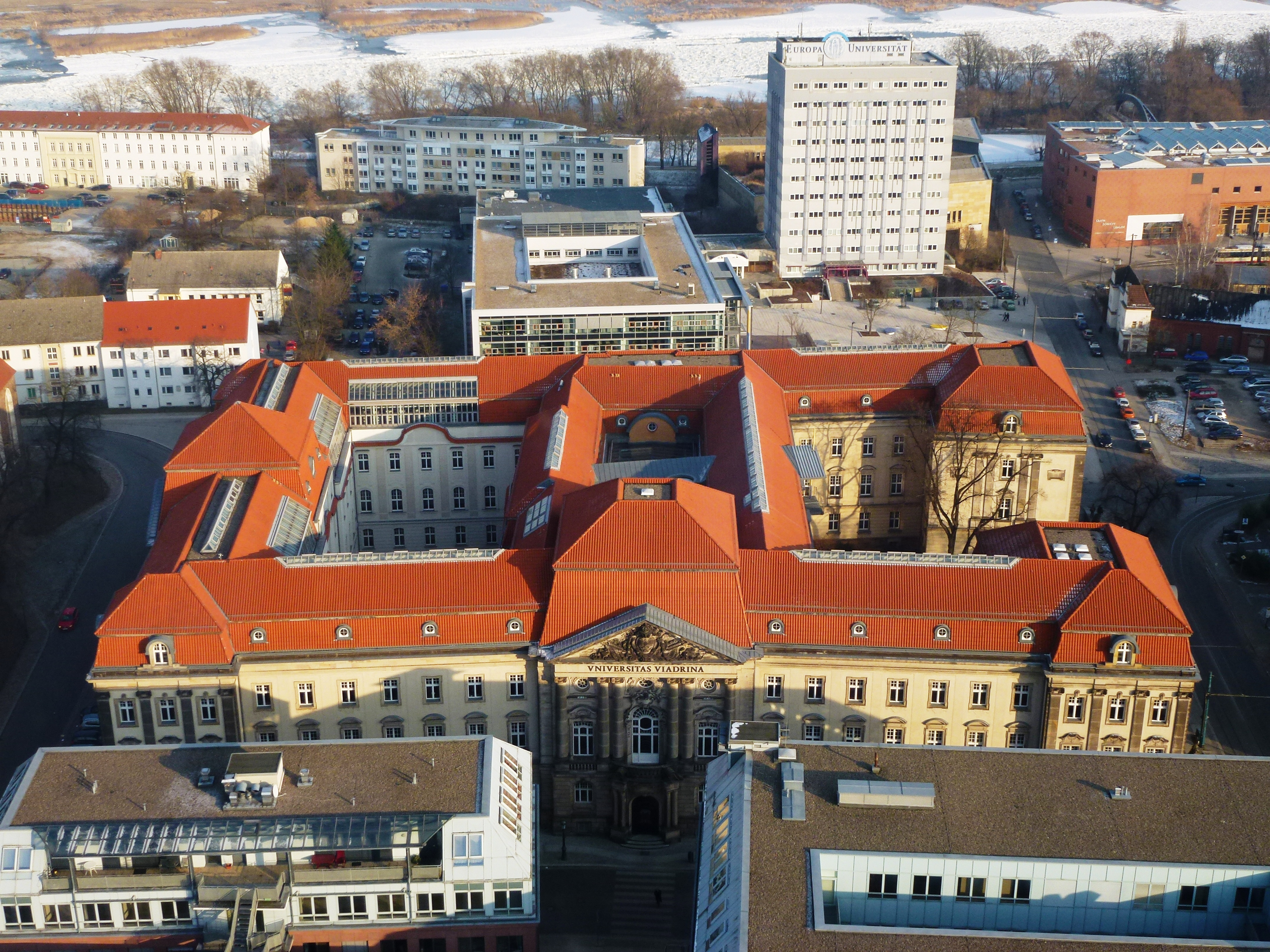
Gesamtansicht der Viadrina vom Oderturm aus gesehen (2012)

Die Europa-Universität Viadrina ist eine Universität in Frankfurt (Oder). Das Wort Viadrina kommt aus dem Lateinischen und lässt sich mit die an der Oder gelegene übersetzen. Die Universität ist auf die Geistes- und Sozialwissenschaften konzentriert und bietet Studiengänge in Kulturwissenschaften, Jura und Wirtschaftswissenschaften an.
Im Wintersemester 2024/2025 waren an der Universität 3933 Studenten immatrikuliert, von denen rund 59 % Deutsche und 41 % ausländische Studierende sind. Den größten Anteil der ausländischen Studierenden bilden polnische Studierende mit etwa 6 %.
Die Universität sieht sich in der Tradition der Brandenburgischen Universität Frankfurt (1506–1811). Sie wurde 1991 im Zuge des Neuaufbaus und der Neustrukturierung der Universitätslandschaft in den Neuen Ländern neu gegründet und hat ihren Sitz im ehemaligen Regierungspräsidium. 2008 wurde die Änderung der Rechtsform der Viadrina in eine Stiftungsuniversität beschlossen.

## Leitbild und Schwerpunkte
Die Denkschrift über die Neugründung im Jahr 1991 betont, dass der Universität vier spezifische Aufgaben aufgetragen worden sind:
- Sie soll als Reformuniversität wirken. Das Neue sollte vornehmlich in ihrer Internationalität und ihrer Interdisziplinarität liegen.
- Sie soll zur Entwicklung der Region diesseits und jenseits der Oder beitragen.
- Sie soll die deutsch-polnische Zusammenarbeit, insbesondere auf dem Gebiet der Wissenschaft und der Kultur fördern.
- Sie soll der gesamteuropäischen Integration Impulse geben.

Hinsichtlich der Internationalität legt die Viadrina ihren Schwerpunkt auf Europa, insbesondere Polen, Ostmitteleuropa und die Europäische Union (einschließlich der Anrainerregionen bis nach Zentralasien). Allerdings schließt die Konzentration auf Europa den Bezug auf außereuropäische Länder nicht aus – so unterhält die Viadrina weltweit zu ca. 200 Universitäten Kontakte (beispielsweise nach Russland, Nord- und Südamerika, Südafrika oder Australien). Im Lehrangebot äußert sich dieser Schwerpunkt u. a. im Angebot von mehrsprachigen Studiengängen, dem Studierendenaustausch, internationalen Lehrveranstaltungen sowie der Sprachausbildung nach europäischen Standards (UNIcert).
Die Interdisziplinarität schlägt sich in fakultätsübergreifenden Studiengängen wie dem Master of „European Studies“ oder dem Master „Schutz Europäischer Kulturgüter“ sowie interdisziplinär konzipierten Lehrveranstaltungen und Studiengangsordnungen nieder. Im Bereich der Forschung ist die Interdisziplinarität in drei Forschungsinstituten der Viadrina verankert: im Interdisziplinären Zentrum für Ethik (IZE), das vornehmlich Fragen der Gerechtigkeit in der Transformation sowie bioethische und mit medizinethische Fragen bearbeitet; im Frankfurter Institut für Transformationsforschung (FIT), in dem Mitglieder aller drei Fakultäten zusammenarbeiten und das sich gerade auch mit Transformationsphänomenen im grenznahen Bereich befasst; und im Heinrich-von-Kleist-Institut, das Literaturwissenschaft und Politik miteinander verbindet.
Hinsichtlich der deutsch-polnischen Zusammenarbeit ist zuerst die Kooperation mit der Partneruniversität in Posen (der Adam-Mickiewicz-Universität), in der deutsch-polnischen Juristenausbildung (Bachelor sowie Master of German and Polish Law) und vor allem das mit der Posener Universität gemeinsam betriebene Collegium Polonicum in Słubice zu nennen. Darüber hinaus unterhält die Viadrina zu einer Vielzahl anderer polnischer Universitäten Kontakte. Im November 2022 wurde außerdem das Viadrina Center of Polish and Ukrainian Studies als zentrale wissenschaftliche Einrichtung der Universität gegründet.

## Geschichte

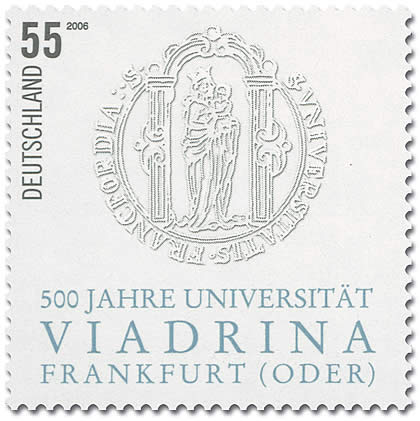
500 Jahre Universität Viadrina, Frankfurt (Oder), Deutsche Briefmarke (2006)

Die Universität wurde im Juli 1991 gegründet und startete im Oktober 1992 in ihr erstes akademisches Jahr. Gründungsrektor der Universität war Knut Ipsen (1991–1993). Von 1993 bis 1999 folgte Rektor Hans Weiler, bis im Jahr 1999 Präsidentin Gesine Schwan das Amt übernahm.
Im Jahr 2004 erlangte die Universität zusätzliche Bekanntheit durch die Nominierung ihrer Präsidentin Gesine Schwan zur Kandidatin für das Amt des Bundespräsidenten durch die SPD und Bündnis 90/Die Grünen.
Im Sommersemester 2006 wurden an der Viadrina die Feierlichkeiten zur 500-Jahr-Feier der Universität begangen, wobei Bezug auf die 1811 geschlossene Universität, die Alma Mater Viadrina, genommen wurde, und gleichzeitig der 15. Geburtstag der 1991 gegründeten Universität gefeiert.
Eine hochschulartige Einrichtung war von 1930 bis 1932 die Pädagogische Akademie Frankfurt (Oder) unter Otto Haase, die nach einer kurzen Schließung aus Spargründen ab 1933 bis zur kriegsbedingten Einstellung als Hochschule für Lehrerbildung durch den NS-Staat unter Albrecht Burchard und darauf Oswald Muris weiter betrieben wurde.

## Fakultäten und Studienangebot

### Kulturwissenschaftliche Fakultät

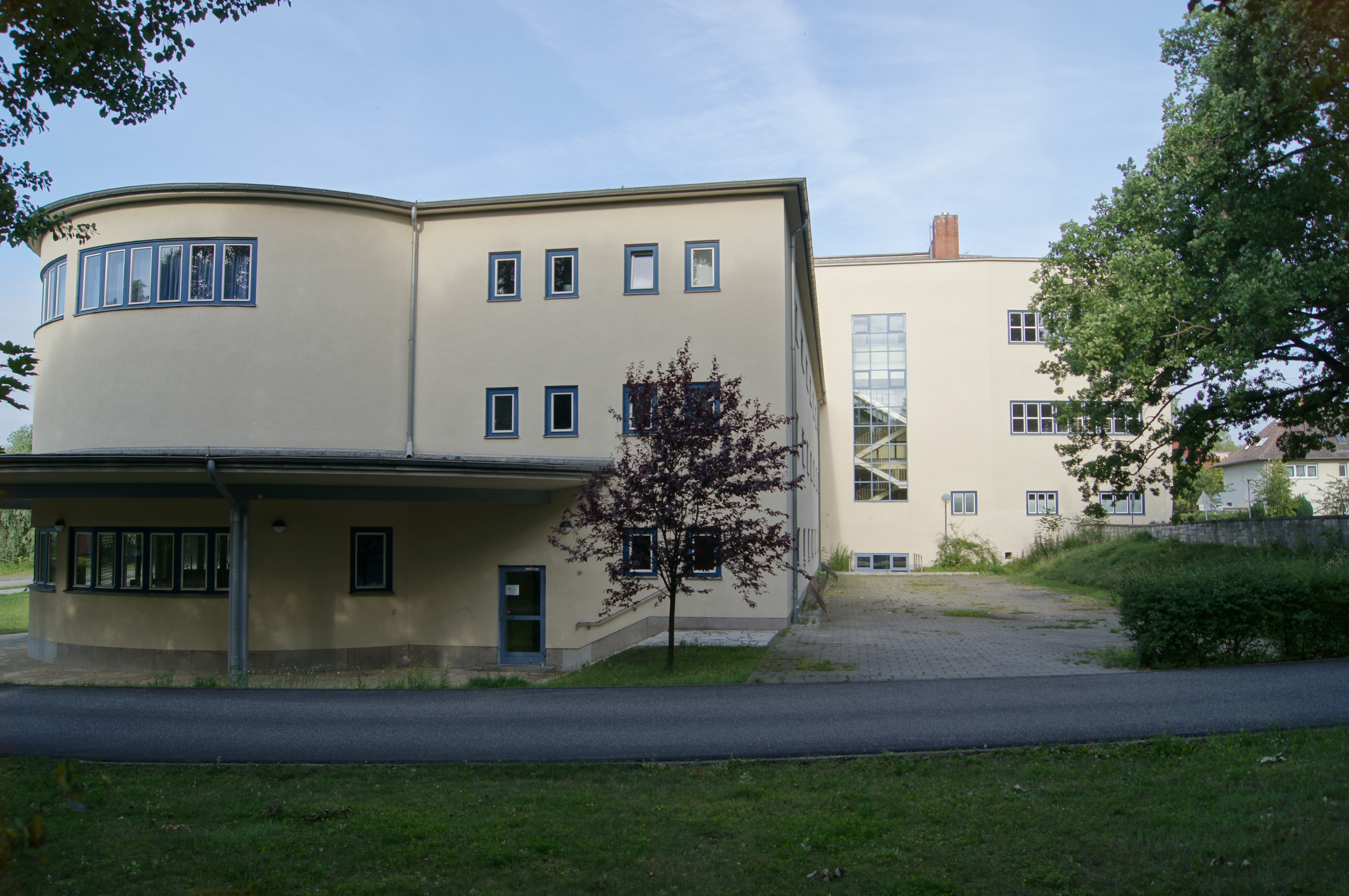
Pädagogische Akademie Frankfurt (Oder) im Bau von 1931

Die Fakultät ist mit rund 2000 Studierenden die größte Fakultät der Viadrina. Ihr Studienangebot umfasst:
Grundständige Studiengänge (Bachelor of Arts):
- Kulturwissenschaften
- Cultural and Social Studies
- Interkulturelle Germanistik
- Recht und Politik (interdisziplinärer Studiengang mit der Juristischen Fakultät)[6]

Die konsekutiven Masterstudiengänge (Master of Arts):
- European Studies (interdisziplinärer Studiengang aller drei Fakultäten)
- Europäische Kulturgeschichte
- Sprache – Medien – Gesellschaft
- Literaturwissenschaft: Ästhetik – Literatur – Philosophie
- Soziokulturelle Studien
- Kultur und Geschichte Mittel- und Osteuropas
- Geschichte der Moderne transkulturell
- Multimodalität – Diskurs – Medien

Weiterbildende Masterstudiengänge (Master of Arts):
- Schutz europäischer Kulturgüter
- Kulturmanagement und Kulturtourismus[7]

### Juristische Fakultät
An der Juristischen Fakultät waren zum Wintersemester 2019/2020 fast 1.800 Studierende eingeschrieben. Die Juristische Fakultät bietet den Studiengang Rechtswissenschaften (Erste Juristische Prüfung/LL.B.) sowie folgende Master-Studiengänge an:
- Mediation und Konfliktmanagement (LL.M. oder M.A.)[9]
- Master of International Human Rights and Humanitarian Law (LL.M.)[10]
- Master’s Program „Human Rights & Genocide Studies“ (M.A.)[11]
- Magister-legum-Studiengang (LL.M.)[12]
- Europäisches Wirtschaftsrecht
- European Studies
- Recht der Wirtschaft (Aufbaustudiengang)
- Master of Compliance & Integrity Management

Eine Besonderheit stellt des Weiteren die deutsch-polnische Juristenausbildung, der Bachelor und Master of German and Polish Law, dar, den die Viadrina zusammen mit der Adam-Mickiewicz-Universität anbietet.
Weiterhin sind an der Juristischen Fakultät das Institut für Konfliktmanagement, das Frankfurter Institut für das Recht der Europäischen Union und das Interdisziplinäre Zentrum für Ethik angesiedelt.
Die Alumni des Master-Studiengangs Mediation und Konfliktmanagement erfahren Unterstützung durch den Verein zur Förderung von Wissenschaft und Praxis der Mediation e. V. mit Sitz in Berlin.

### Wirtschaftswissenschaftliche Fakultät
An der Wirtschaftswissenschaftlichen Fakultät waren wie an der Juristischen Fakultät im Wintersemester 2019/2020 knapp unter 1.800 Studierende immatrikuliert. Das Studienangebot der Wirtschaftswissenschaftlichen Fakultät umfasst die Studiengänge:
- Internationale Betriebswirtschaftslehre (Bachelor of Science, B.Sc.)
- Wirtschaft und Recht (B.Sc.)
- Recht und Wirtschaft (Bachelor of Laws (LL.B.))
- Wirtschaftsprüfung (duales Studienprogramm)
- International Business Administration (B.Sc./Master of Science, M.Sc.)
- European Studies (Doppelmasterprogramm in Kooperation mit der Adam-Mickiewicz-Universität Posen, der Istanbul Bilgi University und der Deutsch-Französischen Hochschule)[14]

Als eine der ersten Universitäten in Deutschland bietet die Europa-Universität Viadrina Kurse im neuen Forschungsfeld E-Sport an.

### European New School of Digital Studies
Seit 2020 wird zudem an der European New School of Digital Studies in Kooperation mit der Adam-Mickiewicz-Universität Posen ein weiterer interdisziplinärer Studiengang angeboten:
- Master of Digital Entrepreneurship (M.A.)

## Organisation
Die Europa-Universität wird mit Wirkung seit dem 1. März 2008 nicht mehr vom Land Brandenburg getragen, sondern durch eine Stiftung des öffentlichen Rechts, errichtet durch das Gesetz über die Errichtung der Stiftung Europa-Universität Viadrina Frankfurt (Oder) (StiftG-EUV). Das Stiftungsvermögen betrug 2012 etwa 6,2 Millionen Euro (6.195.860,35 Euro). Der Wirtschaftsplan der Europa-Universität Viadrina Frankfurt (Oder) für 2012 sah Zuweisungen des Landes Brandenburg (Titel 682 64) in Höhe von etwa 25 Millionen Euro (25.192.600 Euro) vor, dazu Verwaltungseinnahmen der Universität in Höhe von 528.000 Euro, und damit insgesamt ein Budget in Höhe von 25.720.600 Euro.

### Universitätspräsidenten
- Knut Ipsen (1991–1993)
- Hans Weiler (1993–1999)
- Gesine Schwan (1999–2008)
- Gunter Pleuger (2008–2014)
- Alexander Wöll (2014–2017)

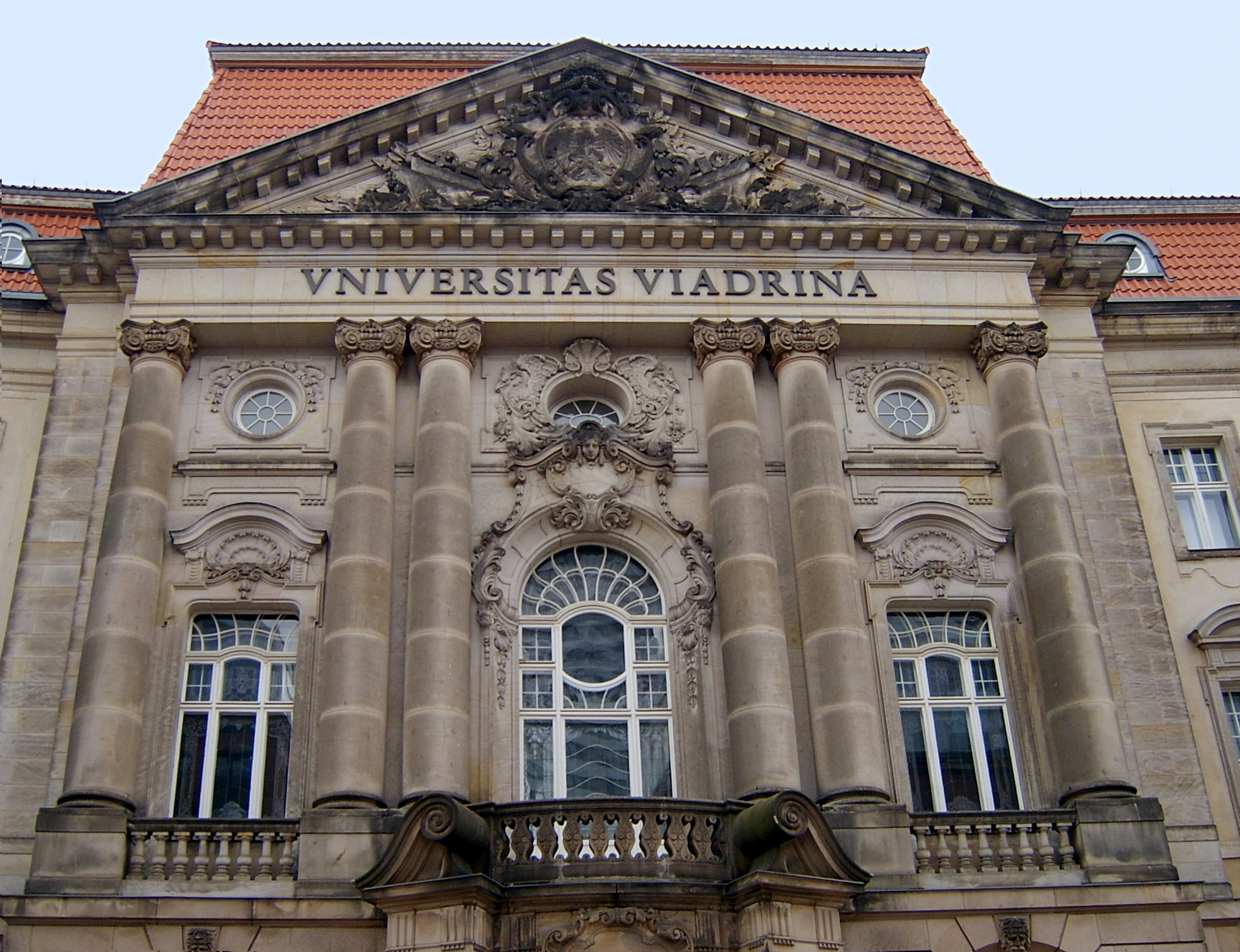
Portal des Hauptgebäudes

- Stephan Kudert (geschäftsführend; Januar – September 2018)
- Julia von Blumenthal (2018–2022)
- Eva Kocher (geschäftsführend; Oktober 2022 – März 2023)
- Eduard Mühle (seit April 2023)[20]

### Standorte
Die meisten Gebäude und Studierendenwohnheime der Viadrina liegen im Stadtkern, direkt an der Oder und nahe der Grenzbrücke zu Polen. Es gibt fünf Wohnheime in der Stadt, außerdem können Studierende Wohnheime in der polnischen Nachbarstadt Słubice beziehen. Die Wohnheime in Frankfurt/Oder sind durch das Tramsystem direkt mit der Universität verbunden.

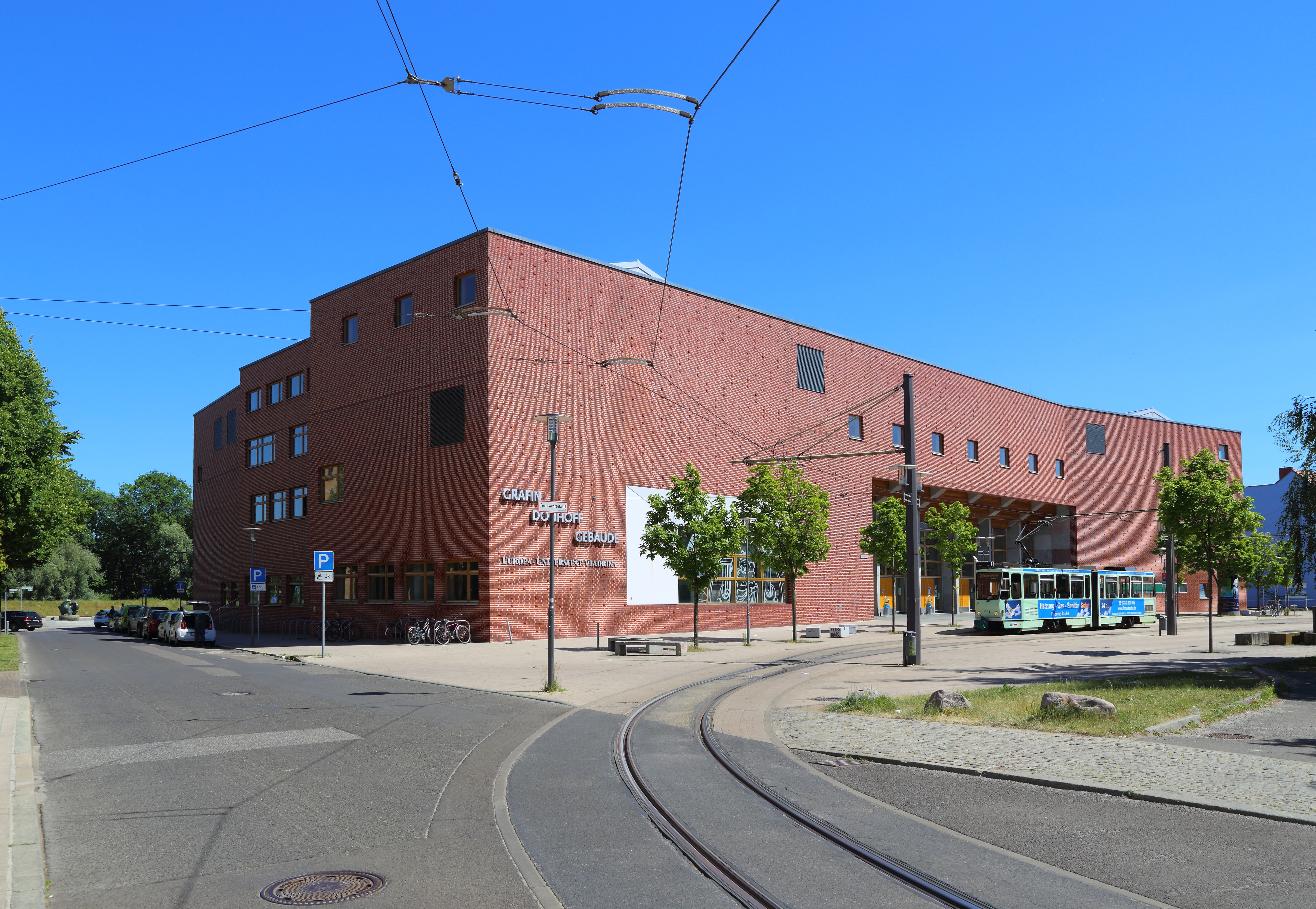
Gräfin-Dönhoff-Gebäude: Hörsaal- und Mensakomplex der Universität

Im über hundert Jahre alten ehemaligen Regierungspräsidium im Stadtzentrum befinden sich die Universitätsbibliothek, Seminarräume sowie die Büros des Präsidenten, vieler Lehrstühle und große Teile der Universitätsverwaltung.
Die Universitätsbibliothek wurde terrassenartig in den Innenhof des Hauptgebäudes gebaut. Der konventionelle Medienbestand der Bibliothek umfasst ca. 523.000 Bände und fast 1200 laufende Zeitschriften. Weiterhin bietet sie 408 Benutzerarbeitsplätze. Die Bibliothek hat den Status eines Europäischen Dokumentationszentrums und ist Mitglied des Kooperativen Bibliotheksverbundes Berlin-Brandenburg (KOBV).
Das Gräfin-Dönhoff-Gebäude, benannt nach Marion Gräfin Dönhoff, ist ein Neubau. Hier befinden sich die Mehrheit der Hörsäle und Seminarräume sowie die Haupt-Mensa.
Im Auditorium Maximum befinden sich u. a. das Studierendensekretariat, mehrere Seminarräume, Lehrstühle, das Internationale Büro der Uni, Verwaltungseinheiten und der größte Hörsaal der Universität (Platz für 600 Studierende).
Im Westteil der Stadt befindet sich in der ehemaligen Kaserne in der August-Bebel-Straße ein nahegelegener Nebencampus (Sprachenzentrum). Hier finden die meisten Sprachkurse der Universität statt.

## Forschungsinstitute
- Deutsch-Polnisches Forschungsinstitut (DPFI)
- Frankfurter Institut für das Recht der Europäischen Union
- Frankfurter Institut für Transformationsstudien (FIT)[21]
- Heinrich-von-Kleist-Institut für Literatur und Politik
- Institut für Konfliktmanagement
- Interdisziplinäres Zentrum für Ethik
- Institute for Central and East European Taxation (I CEE TAX)[22]
- Viadrina Institut für Europa-Studien (IFES)
- Viadrina Center of Polish and Ukrainian Studies (VCPU)[23]

## Viadrina-Preis
Alljährlich vergibt die Universität den Viadrina-Preis an Personen, die sich um die deutsch-polnische Verständigung verdient gemacht haben. Bisherige Preisträger sind u. a. Karl Dedecius, Adam Michnik, Günter Grass, Janusz Reiter, Markus Meckel, Włodzimierz Borodziej, Rudolf von Thadden, Adam Krzemiński, Rita Süssmuth, Tadeusz Mazowiecki, Krzysztof Penderecki und Hans-Dietrich Genscher.

## Studentische Organisationen

Studierende auf der nahe an der Universität gelegenen Insel Ziegenwerder

Die studentischen Organisationen und Initiativen der Viadrina hatten ihren Sitz seit 29. Juni 2006 in der Studentenloge, kurz auch Loge. Durch den Umbau des Logenhauses entstand ab 2011 das Projekt Studierendenmeile, in dem der AStA der Viadrina verlassene Gebäude im Gebiet Große Scharrnstraße anmietet und für die Initiativen nutzbar macht.

### Initiativen
2019 gab es an der Europa-Universität Viadrina 33 studentische Initiativen.
- Absolventennetzwerk Viadrin@lumni
- Amnesty International Hochschulgruppe Frankfurt (Oder)
- ArbeiterKind.de
- Campus Office – arbeits- und sozialrechtliche Beratung von Studierenden für Studierende
- ELSA – European Law Students’ Association
- GFPS – Gemeinschaft für studentischen Austausch in Mittel- und Osteuropa
- Hoffnung Frankfurt (Oder) – Hauskirche
- Initiative Deutschunterricht für AsylbewerberInnen (IDA)
- Institut für angewandte Geschichte
- Interstudis – Betreuung von Gaststudenten
- Junge Union Hochschulgruppe
- Juso-Hochschulgruppe
- Katholische Hochschulseelsorge
- Kunstgriff – Netzwerk für Kulturprojekte
- Leo Club Lebuser Land
- Liberaler Campus (LiCa)
- Ostblick e. V. – Verein von Studierenden, Promovierenden und Ehemaligen der vier Brandenburger Universitäten mit osteuropabezogenen Studiengängen
- Ökumenische Studierendenarbeit
- Rotaract Club Frankfurt (Oder) – Słubice
- Studierendenmeile e. V. – Haus für Studierendeninitiativen
- Unicef-Hochschulgruppe
- Unithea Theaterfestival
- Venture Across – Netzwerk für Entrepreneurship
- verbuendungshaus fforst
- Viadrina Consulting Group e. V. (VCG)
- ViaFunk – Universitätsradio
- ViaMUN – UNO- und MUN-Hochschulgruppe
- Viaphoniker – Universitätsorchester
- Viasion Medien&Kunst – studentische TV- und Filmproduktionen
- Vietnamese Association Viadrina (VAV)
- Vivadrina – Studierendenmagazin
- ZeitBankCzasu – Tauschring

Parteinahe studentische Organisationen (zum Teil nicht sicher, inwieweit die genannten Organisationen sich an den Parteien nur orientieren oder doch offiziell dazugehören):
- LiCa (Liberaler Campus) – Liberale Hochschulgruppe
- Juso-Hochschulgruppe
- Grüne Hochschulgruppe (grün-nahe, aber nicht bündnisgrün)
- RCDS (angetreten unter dem Namen: 2004/05 Viadrina X, 2005/06 Viadrina Go!, 2006/07 teAM Zukunft)
- Die LISTE – Die-PARTEI-Hochschulgruppe

Studentenverbindungen:
- Corps Silesia Breslau im KSCV

### Organe der Studierendenschaft
An der Europa-Universität Viadrina gibt es mehrere demokratische Gremien der Studierendenschaft:
- Allgemeiner Studentischer Ausschuss – AStA
- Studierendenparlament
- Fachschaftsrat Jura
- Fachschaftsrat Wirtschaftswissenschaften
- Fachschaftsrat Kulturwissenschaften
- Wohnheimrat Słubice (polnisch Rada Mieszkańców Osiedla Studenckiego w Słubicach)

## Kontroverse
Das Institut für transkulturelle Gesundheitswissenschaften in der kulturwissenschaftlichen Fakultät (IntraG) war ein im Jahre 2007 gegründetes Institut der Europa-Universität Viadrina in Frankfurt/Oder unter Leitung von Harald Walach. Es bildete keine Mediziner aus. Das IntraG bot einen Masterstudiengang „Kulturwissenschaften – Komplementäre Medizin“ (KWKM) an, der 2008 akkreditiert wurde und 2009 seinen Betrieb aufnahm. Bis 2012 hieß der Studiengang „Komplementäre Medizin – Kulturwissenschaften – Heilkunde“ (KMKH). Abgeschlossen wurde der Studiengang mit dem akademischen Grad eines Master of Arts. Die Stiftungsprofessur wurde zeitweise durch die Firma Biologische Heilmittel Heel GmbH finanziert, einer der finanzstärksten Vertreter der Homöopathie-Pharmaindustrie.
Eine öffentliche Debatte über das Institut IntraG fand beispielsweise durch eine Masterarbeit aus dem Jahr 2012 statt, die sich mit dem sogenannten Kozyrew-Spiegel befasst, durch den Hellseherei oder Kontakte zu Außerirdischen und Verstorbenen möglich sein sollen. Die Arbeit kritisiert ein Autor in der Süddeutsche Zeitung als eine „Entgleisung akademischer Qualitätsstandards“. Im Zuge dieser Debatte etablierte sich der Beiname Hogwarts an der Oder, in Anspielung auf das Wizarding-World-Franchise, in den Medien.
Im Juni 2012 empfahl die Hochschulstrukturkommission des Landes Brandenburg „nachdrücklich den künftigen Verzicht auf das Angebot des MA-Studienganges ‚Kulturwissenschaften – Komplementäre Medizin‘“. Weiterhin wurde die Weiterführung des Instituts für transkulturelle Gesundheitswissenschaften weder als In-Institut noch als An-Institut befürwortet. Die Welt berichtete im November 2012, der Präsident der Universität versuche diesen Streit „mit einem Maulkorb für seine Professoren einzudämmen“. Gemäß einem Rundschreiben vom Juni desselben Jahres seien sämtliche Presseanfragen vor der Beantwortung mit der Hochschulleitung abzustimmen. Die Hochschulstrukturkommission des Landes Brandenburg kritisierte in ihrem im Juni 2012 vorgelegten Abschlussbericht das Institut für Transkulturelle Gesundheitswissenschaften an der Europa-Universität Viadrina:

„Die Hochschulstrukturkommission empfiehlt der EUV dementsprechend nachdrücklich den künftigen Verzicht auf das Angebot des MA-Studienganges ‚Kulturwissenschaften – Komplementäre Medizin‘. Eine Fortführung des Instituts für transkulturelle Gesundheitswissenschaften ist weder wie bisher als In-Institut noch als An-Institut zu befürworten. Vertretbar erscheint allenfalls, das Institut privatwirtschaftlich außerhalb der Hochschule weiter zu betreiben.“

Die Viadrina hatte im Februar 2013 beschlossen, sich über die Empfehlung der Hochschulstrukturkommission hinwegzusetzen und das Institut unter der Auflage weiterzuführen, dass innerhalb der nächsten 2 Jahre eine Kooperation mit einer medizinischen Fakultät eingegangen wird. Im Juli 2015 verkündete das Institut die Kooperation mit der Medizinischen Universität Posen, die aufgrund der Einstellung des Studiengangs im selben Jahr letztlich jedoch nicht mehr zustande kam.
2015 wurde der gebührenpflichtige Weiterbildungsstudiengang Kulturwissenschaften und Komplementäre Medizin eingestellt, in diesem Zusammenhang schloss die Hochschule auch das Institut für transkulturelle Gesundheitswissenschaften. Laut Pressestelle der Hochschule geschah dies vor dem Hintergrund, „dass die Nachfrage von medizinisch qualifizierten Studienbewerberinnen und -bewerbern nicht ausgereicht hat, um diesen kulturwissenschaftlichen Studiengang kostendeckend und qualitätsgesichert anbieten zu können“.